# Seznam živali, poimenovanih po slavnih osebah
Seznam živali, poimenovanih po slavnih osebah
- Aegrotocatellus jaggeri — Mick Jagger
- Aesopichthys — Ezop
- Ablerus longfellowi — Henry Wadsworth Longfellow
- Agathidium bushi — George W. Bush
- Agathidium cheneyi — Dick Cheney
- Agathidium rumsfeldi — Donald Rumsfeld
- Agra katewinsletae — Kate Winslet
- Agra liv — Liv Tyler
- Agra schwarzeneggeri — Arnold Schwarzenegger. Krešič, ime je dobil po nabreklih (bicepsom podobnih) srednjih členih nog, ki spominjajo na igralčevo postavo.
- Aligheria — Dante Alighieri
- Amaurotoma zappa — Frank Zappa
- Anomphalus jaggerius — Mick Jagger
- Anophthalmus hitleri — Adolf Hitler. Slep jamski hrošč, slovenski endemit.
- Arcticalymene viciousi — Sid Vicious
- Arcticalymene rotteni — Johnny Rotten
- Arcticalymene jonesi — Steve Jones
- Arcticalymene cooki — Paul Cook
- Arcticalymene matlocki — Glen Matlock
- Arthurdactylus conandoylei — Arthur Conan Doyle. Pterozaver, ki so ga našli v deževnem gozdu, podobnem tistemu iz romana Izgubljeni svet.
- Attenborosaurus — David Attenborough. Pleziozaver, poimenovan "v čast naturalistu in filmskem ustvarjalcu, katerega navdušenost nad pleziozavri iz otroštva je vodila do bleščeče kariere znanstvenega novinarstva."
- Avahi cleesei — John Cleese. Lemur; Cleese je igral vlogo nad lemurji navdušenega paznika v živalskem vrtu, bil voditelj dokumentarca o lemurjih in se zavzema za varstvo divjih živali.
- Avalanchurus simoni — Paul Simon
- Avalanchurus garfunkeli — Art Garfunkel
- Avalanchurus lennoni — John Lennon
- Avalanchurus starri — Ringo Starr
- Baeturia hardyi — Oliver Hardy
- Baeturia laureli — Stan Laurel
- Bagheera kiplingi — Rudyard Kipling in lik iz njegove Knjige o džungli.
- Baru darrowi — Paul Darrow
- Beethovena — Ludwig van Beethoven
- Bishopina mozarti — Wolfgang Amadeus Mozart
- Bufonaria borisbeckeri — Boris Becker
- Buddhaites — Buda
- Calponia harrisonfordi — Harrison Ford
- Campsicnemius charliechaplini — Charlie Chaplin.
- Carlyleia — Thomas Carlyle
- Cirolana mercuryi — Freddy Mercury. Vzhodnoafriški rak enakonožec.
- Confucius — Konfucij
- Confuciusornis sanctus — Konfucij. Operjeni dinozaver, dobesedno "Sveti Konfucijev ptič".
- Cryptocercus garciai — Jerry Garcia
- Dalailama — Dalaj Lama. Rod prelcev iz Tibeta.
- Draculoides bramstokeri — Bram Stoker
- Emersonella — Ralph Waldo Emerson
- Eristalis alleni — Paul Allen
- Eristalis gatesi — Bill Gates
- Fernandocrambus chopinellus — Frédéric Chopin
- Funkotriplogynium iagobadius — James Brown. Latinsko Iago - James in badius - rjav ("brown").
- Garylarsonus — Gary Larson
- Gnathia beethoveni — Ludwig van Beethoven
- Goethaeana shakespearei — Johann Wolfgang von Goethe in William Shakespeare
- Hydroscapha redfordi — Robert Redford. Vrsto so našli v vročih izvirih, poimenovanih po hribovcu Jeremiahu Johnsonu, ki ga je Redford upodobil v filmu Mountain Man.
- Hyla stingi — Sting. Drevesna žaba iz Kolumbije kot priznanje za Stingovo zavzemanje za deževni gozd.
- Idiomacromerus longfellowi — Henry Wadsworth Longfellow
- Keatsia — John Keats
- Kerygmachela kierkegaardi — Søren Kierkegaard
- Legionella shakespearei — William Shakespeare
- Lutheria — Martin Luther
- Lyonetia clerkella — Carl Alexander Clerck
- Mackenziurus johnnyi — Johnny Ramone
- Mackenziurus joeyi — Joey Ramone
- Mackenziurus deedeei — Dee Dee Ramone
- Mackenziurus ceejayi — C. J. Ramone
- Masiakasaurus knopfleri — Mark Knopfler
- Mastophora dizzydeani — Dizzy Dean.
- Marxella — Karl Marx
- Mesoparapylocheles michaeljacksoni - Michael Jackson
- Microchilo elgrecoi — El Greco
- Microchilo murilloi — Bartolomé Esteban Murillo
- Milesdavis — Miles Davis
- Mozartella beethoveni — Wolfgang Amadeus Mozart in Ludwig van Beethoven
- Norasaphus monroeae — Marilyn Monroe.
- Orontobia dalailama — Dalaj Lama. Nočni metulj iz Tibeta
- Orsonwelles othello — Orson Welles in ena od njegovih slavnih vlog.
- Orsonwelles macbeth — Orson Welles in ena od njegovih slavnih vlog.
- Orsonwelles falstaffius — Orson Welles in ena od njegovih slavnih vlog.
- Orsonwelles ambersonorum — Orson Welles in ena od njegovih slavnih vlog.
- Pachygnatha zappa — Frank Zappa. Pajek s črnim znamenjem pod zadkom, ki je avtorja spomnila na Zappove brke.
- Perirehaedulus richardsi — Keith Richards
- Petrochirus diogenes — Diogen iz Sinope
- Petula Clark (tineid) — Petula Clark
- Pheidole harrisonfordi — Harrison Ford
- Phialella zappai — Frank Zappa. Avtor imena je tega klobučnjaka poimenoval po Zappi, ker si ga je želel spoznati.
- Platoninae — Platon
- Plutarchia — Plutarh
- Podocyrtis goetheana — Johann Goethe
- Preseucoila imallshookupis — Elvis Presley in ena njegovih pesmi.
- Psephophorus terrypratchetti — Terry Pratchett. Fosilna želva. Pratchett je napisal serijo fantazijskih zgodb, ki se dogajajo v svetu, postavljenem na hrbtu orjaške želve.
- Pseudoparamys cezannei — Paul Cézanne
- Raphaelana — Raffaello Santi
- Richteria — Jean Richter
- Rostropria garbo — Greta Garbo. Ta osa je bila opisana po »samotarski samici«.
- Sappho — Sapfo
- Serendipaceratops arthurcclarkei — Arthur C. Clarke
- Serratoterga larsoni — Gary Larson
- Scaptia beyonceae — Beyoncé Knowles. Obad z »atraktivnim zadkom«.
- Shakespearia — William Shakespeare
- Strigiphilus garylarsoni — Gary Larson
- Struszia mccartneyi — Paul McCartney
- Sula abbotti costelloi — Bud Abbott in Lou Costello
- Sylvilagus palustris hefneri — Hugh Hefner
- Thoreauia — Henry David Thoreau
- Xanthosomnium froesei — Edgar Froese. "Xanthosomnium" je latinski prevod imena skupine Tangerine Dream, ki jo je ustanovil Froese.
- Zaglossus attenboroughi — David Attenborough
- Zappa — Frank Zappa.